# 산드~R
《산드~R》(Puzzle & Action Sand-R, 일본어: 2度あることはサンドア~ル 니도 아루 코토와 산도 아루[*])은 CRI에서 제작, 세가에서 1995년에 출시한 퍼즐모음 게임이다. 대한민국에는 《보물을 찾아라》, 북미 지역에는 《Treasure Hunt》, 라는 제목으로 1997년에 출시되었으며, 가정용 게임기 이식판은 세가 새턴으로 CRI에서 출시하였다.

## 게임 설정
주인공인 모험가 2명이 보물을 찾았다가 강도단에게 놓쳐 그 강도단을 쫓는 스토리로써 강도단이 행인들을 불러들어 퍼즐을 풀거나 맞추는 설정이다. 1게임에 4스테이지로 2~3명의 행인이 내는 미니게임과 보스 게임이 있다. 스테이지가 끝나면 중간에 보너스가 있다. 점수는 탄트~R, 이치단트~R처럼 여전히 해당이 없다.
강도단 조직은 다음과 같다. 삼악을 모티브로 했다.
- 두목: 캣우먼(여자 두목)
- 중간보스: 헤라클레스(힘쓰는 키 작고 뚱뚱한 졸개), 프레디(머리쓰는 키 크고 깡마른 졸개)

### 스테이지 구성
- 스테이지 1: 항구도시 아덴 (A port, Aden)
  - 보스: 헤라클레스 (Hercules)
  - 졸개: 아덴의 도적 알리바바로아, 바바로아의 형 듀크 쿠파
- 스테이지 2: 네스 호수 (The lake, Ness)
  - 보스: 프레디 (Fredi)
  - 졸개: 옐로 스쿠버, 그린 스쿠버, 레드 스쿠버
- 스테이지 3: 그랜드캐년의 땅속 (Grand Canyon's cave)
  - 보스: 캣우먼 (Cat Woman)
  - 졸개: 마법사 플럼, 마법소녀 피치, 마법부인 두리안
- 스테이지 4: 고대 잉카의 유적 (The remains of Inca)
  - 보스: 샤크왕 (The King Shark)
  - 졸개: 헤라클레스, 프레디, 캣우먼

## 미니 게임
미니 게임은 총 22가지가 있으며 스테이지 보스 게임과 보너스 게임이 있다. 하트를 선택한 경우 하트가 자신의 것이 되어 라이프 하나가 추가되어 가지고 임의로 게임이 선택된다. 쉬운 게임이나 물음표를 선택하면 임의로 게임이 선택되며, 쉬운 게임을 선택하면 난이도가 기본값보다 약간 내려간 상태로 시작한다. 이밖에도 탄트~R에 존재했던 한방 게임이 부활하였지만, 본작에서는 실패하면 다시 해야하는 방식으로 변경되었다. 여러 번을 성공시켜야 클리어하는 게임이 이치단트~R에서는 3~7번 정도로 많았지만 본작에서는 3번으로만 설정되었다. 행인 1명당 2~4개의 게임으로 진행한다. 2인 대결에서는 한방 게임이나 번수게임에서 이기면 이기는 사람이 다음 게임을 선택할 수 있다.
아래의 게임 목록에서 괄호 안의 제목은 북미판의 제목이다.

### 한방 게임
- 너희들은 포위됐다! (You are Surrounded!)

아파트에서 7~19명의 범인을 찾는 게임. 주민을 잘못 찾으면 탄트~R의 로봇만들기처럼 라이프가 줄어드므로 주의해야 한다.
- 나는야 차타족! (I'm a Girl Hunter!)

남자가 드라이브를 하여 신호등을 지나가며 여자친구가 있는 곳까지 가는 게임. 기판의 난이도에 따라 3회의 번수게임이 되기도 한다.
- 서부의 명사수 (Western's Master of Gun)

서부시대에서 올라가는 동전을 정해진 높이까지 쏘아 올리는 게임. 지정선은 최대 100m이다.
- 인질구출 대작전! (Strategy for the Hostage)

범인이 굴리는 5~11개의 드럼통을 조준해서 파괴하여 인질을 구하는 게임. 탄트~R의 시간맞추기처럼 제한시간은 없으며 단 한 통이라도 통과선을 넘어가면 실패한다.

### 번수 게임
- 돈다, 돌아! (It Goes Around!)

돌아가는 회전판 위의 6개의 모자 중 동전이 들어있는 모자를 찾는 게임.
- 바다로 간 물고기 (Fish Went to the Sea)

4X4의 맵에서 물고기가 주사위 형식으로 도착지에 찾는 게임. 중간에 상어가 있으며, 상어가 있는 곳으로는 이동할 수 없다.
- UFO야, 어디 있니? (UFO, Where are You?)

4X4의 맵에서 2~4개의 UFO를 찾는 게임. 탄트~R의 닌자 찾기, 이치단트~R의 미녀 찾기와 유사하다.
- 물고기 댄스파티 (Dancing Party for Fishes)

4~8마리의 물고기 중 가장 앞에 있는(다른 레이어에 가려지지 않는) 물고기를 찾는 게임. 2D(평면) 상하좌우가 아닌 3D(공간)로 생각하여 Z축을 기준으로 판단해야 한다.
- 마법의 성 (The Magic Castle)

5개의 성 중 위에서 본 모양이 같은 성을 찾는 게임.
- 긴급출동 119 (Emergency Moving 911)

불타는 아파트에서 불이 나는 층을 망치로 치는 게임.
- 나는 남들과 다르다! (I'm Different from Others!)

6개의 사면체 중 1개의 다른 사면체를 찾는 게임.
- 하나도 놓치지 마! (Don't Miss Anything!)

지나가는 비행기나 로켓을 몇 개인지 맞히는 게임. 《이치단트~R》의 「지하철에 있는 사람은 몇명?」과 유사하다.
- 모아이 석상의 비밀 (Secret of Moai)

5개의 서로 다른 모아이 석상중 검은 석상과 같은 모양의 석상을 찾아 맞추는 게임.
- 팥빙수는 맛있어! (Sherbet is Delicious!)

레버를 돌려서 팥빙수를 만드는 게임.
- 동물기구 대축제 (Grand Festival for Animal Balloon)

여러 동물 기구 중에 해당 동물 기구를 찾는 게임.
- 사장님, 발모제 여깄어요! (President, Here's the Hair Former!)

아저씨가 대머리가 되어 발모제를 찾는 게임. 2~3개의 발모제를 사용해 본 뒤 5개의 발모제 중 진짜 발모제를 찾아야 한다.
- 푸시맨의 하루 (A Day of Pushman)

만원전철에서 역무원이 4개의 전철문을 닫는 게임. 레버로 문을 고른 다음 버튼을 연타로 눌러야 한다.
- 열려라, 사탕뚜껑! (Open Candy Cap)

열리지 않는 사탕뚜껑을 기합으로 여는 게임. 기합(気合, POWER)이라는 글자가 테두리에 맞을 때 버튼을 눌러야 한다.
- 이소룡의 냉수마찰 (Bruce Lee's Cold Water Rubbing)

레버로 좌우로 흔들려서 이소룡을 따뜻하게 하는 게임. 세가 새턴 이식판에서는 A, C버튼을 연타하는 것으로 바뀌었다.
- 바나나야, 내가 간다! (Hey Banana, I'm Going!)

원숭이가 사다리를 타고 올라가서 꼭대기에 있는 바나나를 찾는 게임. 버튼을 연타로 눌러야 하며, 부서진 사다리로는 올라갈 수 없다.
- 다이나마이트 펀치 (Dynamite Punch)

샌드백 쳐서 위에 있는 박을 터트리는 게임. 샌드백을 박으로 가는 쪽으로 쳐야 한다.
- 배고픈 사자 (Hungry Lion)

배고픈 2마리의 사자를 위해 권총으로 고기를 쏘아 자르는 게임.

### 보너스 게임
스테이지가 끝난 후 모험가가 행인의 차에 부딪혀서 돈을 받는 게임. 10개 이상을 받아야 라이프가 늘어난다. 단, 2인 플레이 시에는 더 10개 이상으로 더 많이 모은 쪽만 라이프를 받으며, 10개 이상이면서 똑같으면 같이 라이프를 받는다.

### 보스 게임
- 스테이지 1: 헤라클레스 (Hercules)
  - 버튼을 연타하여 헤라클레스를 미는 게임.
- 스테이지 2: 프레디 (Fredi)
  - 인질이 된 모험가가 레버를 좌우로 흔들어 밧줄을 끊는 게임.
- 스테이지 3: 캣우먼 (Cat Woman)
  - 레버를 상하로 움직여 하트를 피하며 버튼을 연타하여 캣우먼이 있는 곳까지 가는 게임.
- 최종 스테이지: 샤크왕 (The King Shark)
  - 거대해진 보스와 싸우는 게임. 격투 보스의 공격을 맞으면 라이프수가 깎으므로 반드시 피해야 한다. 보스의 주먹을 때려 보스의 라이프를 0으로 만들면 클리어 된다. 샤크왕은 탄트~R에서는 탈주범, 이치단트~R에서는 마왕이었다.

## 시리즈
- 탄트~R: 첫 번째 시리즈로 탐정이 탈주범을 체포하는 스토리.
- 이치단트~R: 두 번째 시리즈로 (연극형식으로) 두명의 기사가 공주를 구하는 스토리.

## 반응
| 평가                                                                      |                  |
| ------------------------------------------------------------------------- | ---------------- |
| 평론 점수 평론사 점수 Sega Saturn Magazine (Japan) 7.33/10 (Saturn) [ 1 ] |                  |
| 평론 점수                                                                 |                  |
| 평론사                                                                    | 점수             |
| Sega Saturn Magazine (Japan)                                              | 7.33/10 (Saturn) |

### 내용주
1. ↑  “두 번 생기는 일은 세 번도 생긴다.”와 동일한 발음이다. '니도 아루 코토와' 부분은 게임의 타이틀 화면에서 “２度あることは？”라는 스플래시로 지나간다.
2. ↑  로마자 표기는 ST-V 롬헤더에서는 ‘SANDO-R’이었으나, 나중에 출시된 세가 새턴판에서 ‘SAND-R’로 바뀌었다.

### 참조주
1. ↑  “2度あることはサンドア〜ル” (PDF). 《Sega Saturn Magazine》 (일본어). 20호 (SoftBank). 1996년 4월 12일. 235쪽. 2016년 10월 16일에 확인함.